# Lemahkembar
Lemahkembar is een bestuurslaag in het regentschap Probolinggo van de provincie Oost-Java, Indonesië. Lemahkembar telt 3202 inwoners (volkstelling 2010).